# Borneo-Kurzschwanzpython
Der Borneo-Kurzschwanzpython (Python breitensteini), auch Borneo-Blutpython, zählt zur Familie der Pythons (Pythonidae) und wird dort in die Gattung der Eigentlichen Pythons (Python) gestellt. Er ist eine stark gedrungene Schlange mit kurzem Schwanz. Die Art lebt ausschließlich auf Borneo und bewohnt dort feuchte Regenwälder und Sümpfe. Seine nächsten Verwandten sind der Sumatra-Kurzschwanzpython und der Blutpython.

## Beschreibung
Borneo-Kurzschwanzpythons haben einen langen, abgeflachten Kopf, einen kräftigen, muskulösen Nacken, einen gedrungenen Körper und einen kurzen Schwanz.
Trotz des deutschen Namens ist ihr Schwanz aber länger, als derjenige von Blutpythons. Zur Wirbelsäule hin verjüngt sich der Körper und erscheint im Querschnitt dreieckig. Hinsichtlich Körperlänge und -gewicht ist ein Geschlechtsdimorphismus vorhanden: Weibchen sind im Mittel geringfügig größer und schwerer als Männchen. Die Maximallänge des Borneo-Kurzschwanzpythons liegt bei etwas über zwei Metern. Große Weibchen wiegen ausnahmsweise zwischen 15 und 20 Kilogramm. Beide Geschlechter haben prominente Aftersporne. Bei erwachsenen Männchen sind diese dicker und stärker zum Bauch hin gebogen als bei erwachsenen Weibchen. Typischerweise sind die Aftersporne von adulten Männchen abgenutzter, stumpfer und daher kürzer als bei Weibchen.

### Beschuppung

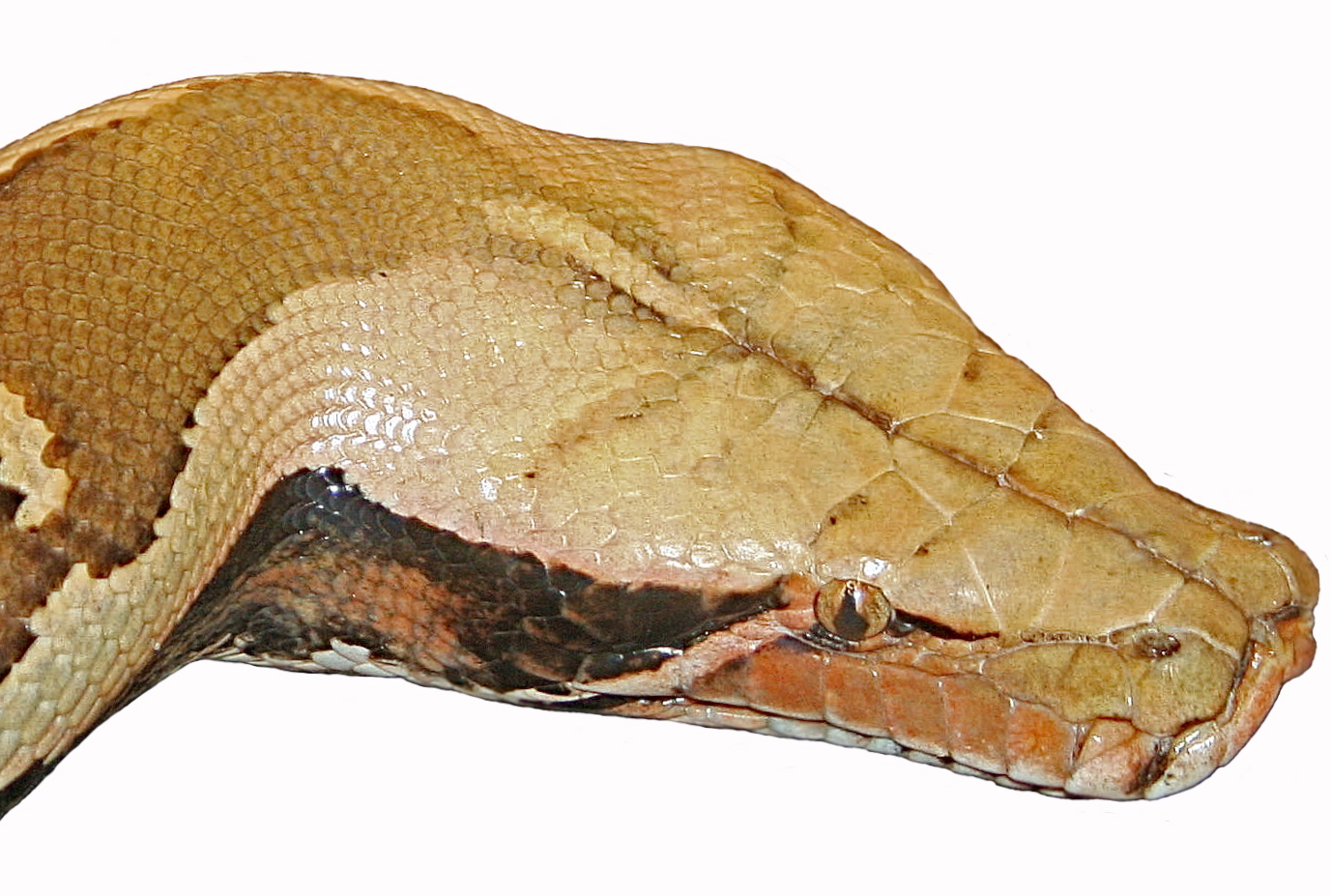
Kopfstudie: Unteraugenschilde trennen das Auge von den Oberlippenschilden; Schilde der Grube zwischen Nase und Auge sind stark zerstückelt

Das Rostrale (Schnauzenschild) hat, wie bei den meisten anderen Pythons auch, zwei tiefe Labialgruben. Über der Schnauze bis zum Hinterhaupt läuft zentral eine ununterbrochene Naht. Große paarige Platten der Kopfoberseite stehen mit ihr in Kontakt. Von der Schnauze her sind dies die Internasalia (Zwischennasenschilde), die vorderen und hinteren Präfrontalia (Vorstirnschilde), die Frontalia (Stirnschilde), sowie die vorderen großen und 2 bis 4 hintere kleine Parietalia (Scheitelschilde).
Die Nasenlöcher sind nach oben hinten angeordnet und werden je von einem großen Nasale (Nasenschild) umgeben. Zur Kopfmitte hin sind die Nasalia von einem Paar kleineren Internasalia (Zwischennasenschilde) separiert. In der Seitenansicht folgen den nasalen Schuppen Richtung Auge eine Grube mit kleinen Lorealia (Zügelschilde). An den vorderen Teil dieser Grube grenzt unterhalb gewöhnlich ein großes Zügelschild an. Es kann aber auch in ein großes vorderes und ein kleineres hinteres Schild unterteilt sein. Über beiden Augen befindet sich je ein großes Supraoculare (Überaugenschild). Selten kann es auch zweigeteilt sein. Es existieren 1 bis 3 Präocularia (Voraugenschild), wovon das oberste am größten ist und sich bis auf die Kopfoberseite ausdehnt. Postocularia (Hinteraugenschilde) gibt es 1 bis 4, wobei das oberste das deutlich Größte ist. Subocularia (Unteraugenschilde) sind 0 bis 5 vorhanden. In den seltenen Fällen, wo sie fehlen, besteht dieser Bereich aus reiner Haut. Von den 9 bis 11 Supralabialia (Oberlippenschilde) tragen die vordersten beiden tiefe Labialgruben. Bei den 14 bis 19 Infralabialia (Unterlippenschilde) tragen ab dem zweiten Unterlippenschild typischerweise 4 vordere und 5 bis 6 hintere Labialgruben.
Die Anzahl der Bauchschuppen (Ventralschilde) variiert zwischen 154 und 165, die Anzahl der dorsalen Schuppenreihen in der Körpermitte zwischen 50 und 57. Von der Kloake bis zur Schwanzspitze, befinden sich bauchseits 27 bis 33 Subcaudalia (Schwanzunterseitenschilde).

### Färbung und Musterung
Dieser Python zeigt eine variable Musterung. Die Kopfoberseite ist hell gelbbraun bis braun gefärbt. Ein feiner dunkler Mittelstreifen verläuft von der Nasenspitze bis zum Hinterhaupt. Hier kann er beidseits rechtwinklig zur Schläfe hin auslaufen. Zum Nacken verbreitert sich der Mittelstreifen, schließt im Zentrum einen hellen Flecken mit ein und verschmilzt dann mit der dunklen Nackenzeichnung.
Die Seite der Schnauze ist oft orange bis lachsfarbig und auf Grund einer Sprenkelung dunkler gefärbt als die Kopfoberseite. Das Ausmaß dieser Sprenkelung variiert zwischen den einzelnen Individuen und kann von sehr geringfügig bis komplett schwarz reichen. Von der Nase zum Auge hin verläuft ein dünnes, nach hinten breiter werdendes, schwarzes Dreieck. Vom Augenhinterrand bis zum Mundwinkel erstreckt sich ein dünner, heller gelbbrauner, lilabrauner oder dunkelgelber Streifen. Dahinter schließt sich ein schwarzes Band an, welches vom Augenhinterrand seitlich am Kopf bis auf den Nacken ausläuft. Im Nackenbereich dieses Bandes ist ein langgezogener heller Fleck integriert. Der untere Rand der Oberlippe ist einheitlich hell gezeichnet. Der vordere Abschnitt des Unterlippenrandes besteht aus einer Reihe dunkler Flecken und geht im Bereich unterhalb des Auges fakultativ in zahlreiche dunkle Punkte über. Das Kinn ist weiß und ungepunktet.
Der Borneo-Kurzschwanzpython kann zwei verschiedene Arten von Rückenmusterungen aufweisen: Bei der häufigsten Variante verlaufen unregelmäßige, rechteckförmige kastanienbraune, dunkelbraune bis schwarze Sattelflecken entlang des Rückens. Diese entsprechen etwa der Breite des Rückens im jeweiligen Segment. Sie tendieren auf dem hinteren Teil des Körpers dahin, dunkler zu werden und untereinander zu fusionieren. Bei der zweiten Variante ist die Oberseite des Nackens und der Rücken bis zur Schwanzspitze kastanienbraun, hellbraun bis schwarz gefärbt und mit kleinen, hellen Punkten entlang der Wirbelsäule versehen. Typischerweise wird die dunkle Zeichnung auf der hinteren Körperhälfte noch dunkler bis komplett schwarz. Auch die kleinen hellen Flecken auf der Wirbelsäule werden zum Schwanz hin zahlreicher, länglicher und verbinden sich oftmals zu einem langen Streifen, der gewöhnlich auf Kloakenhöhe endet. Sie sind gelb oder gelbbraun und werden zu den Flanken hin hellbraun, graubraun bis grau.
Die Grundfarbe der Flanken ist hell, verdunkelt sich aber zum Rücken hin. Um den Rand des Rückenmusters als auch um die Flankenflecken hellt sie sich aber wieder deutlich auf.
Die gelbbraunen, orangebraunen, grünbraunen Flankenflecken sind groß, oben und auf den Seiten mit einer 2 bis 4 Schuppen mächtigen schwarzen Umrandung versehen und vom Zentrum zum Bauch hin aufgehellt. Sie reichen am vorderen Bereich des Körpers etwa die halbe Flankenhöhe empor. Auf der hinteren Körperhälfte verbinden und verschmelzen sie mit der dunklen Rückenzeichnung. 
Der Schwanz ist rundum dunkel gefärbt und an seiner Oberseite manchmal mit 1 bis 2 kleinen unregelmäßigen hellen Flecken bestückt. Auch die Unterseite kann helle Flecken tragen. Der Bauch ist einheitlich cremefarben. Paraventralia (Nebenbauchschilde) weisen graue Sprenkel auf.
Die Farbe der Iris reicht von gelb über orange bis orangebraun. Ein schwarzer Fleck am Unterrand der Iris lässt die Pupille im unteren Bereich breiter erscheinen.

### Farbänderung
Während der nachgeburtlichen Entwicklung durchlaufen Borneo-Kurzschwanzpythons einen ontogenetisch bedingten Farbwechsel. Der Kopf von Jungtieren ist üblicherweise dunkelgelb, ihre Sattelflecken meist dunkelbraun und die Zentren der Flankenflecken orangebraun. Mit zunehmendem Alter wird die dunkle Rückenzeichnung auf der Körpervorderseite heller, während die Grundfarbe auf dem Rücken immer dunkler wird. Von einigen Individuen von Sarawak ist ein Dunkelwerden von Kopf und Körper mit zunehmendem Alter bekannt. Bei diesen Tieren handelt es sich um eine melanistische Form dieser Spezies.

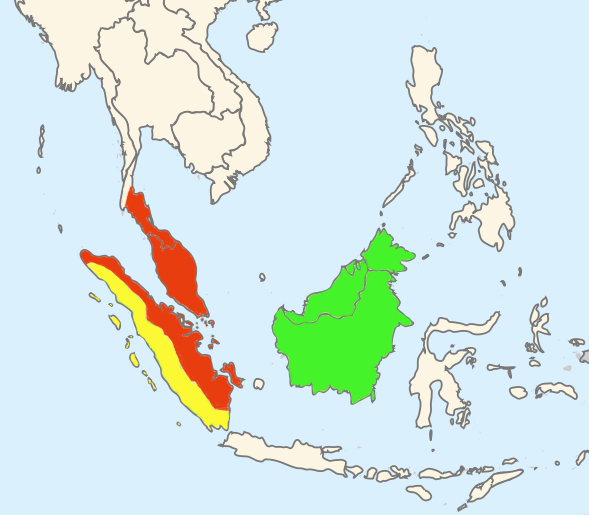
Verbreitungsgebiete von Borneo-Kurzschwanzpython (grün), Sumatra-Kurzschwanzpython (gelb) und Blutpython (rot)

## Verbreitung und Lebensraum
Dieser Python bewohnt die Insel Borneo. Genauer sind dies die geopolitischen Regionen Kalimantan, Sarawak, Sabah und Brunei.
Auf dieser tropischen Insel bewohnt er Sumpfland, Sumpfwald, dichten Dschungel und Sekundärwald. Entlang von Bächen und Flüssen lebt er ebenfalls.
Auf Borneo lebt der Borneo-Kurzschwanzpython an manchen Orten sympatrisch mit dem Netzpython.

## Lebensweise
Über das Verhalten dieses Pythons ist fast nichts bekannt. Studien zur Lebensweise der Art im Freiland gibt es nicht. Er wird generell als standorttreu und dämmerungs- und nachtaktiv beschrieben. Um sich zu verstecken oder Beute aufzulauern gräbt er sich gerne in den feuchten Boden ein oder legt sich unter dichte Vegetation.
Untersuchungen zur Ernährung des Borneo-Kurzschwanzpythons wurden bisher ebenfalls nicht durchgeführt. Über diesen Lauerjäger wurden bisher stets dieselben Beutetiere wie für den Sumatra-Kurzschwanzpython und den Blutpython genannt.
Angaben zur Fortpflanzung im Freiland fehlen ebenfalls. Gefangenschaftsbeobachtungen über die Fortpflanzungszeit, die Zeitigung des Geleges und die Brutzeit wurden bisher nur im Kollektiv für beide Kurzschwanzpython-Arten und den Blutpython veröffentlicht. Hiernach werden Eier etwa 2 bis 3 Monate nach der Paarung gelegt und danach zirka 75 Tage lang bebrütet. Das Weibchen liegt in dieser Zeit zusammengerollt über den Eiern und sorgt durch Muskelzittern für gleichmäßige Temperaturen. Die Brutfürsorge endet mit dem Schlupf der Jungen. Frisch geschlüpfte Jungtiere des Blutpythons und der Kurzschwanzpythons wurden bisher pauschal als 30 bis 48 Zentimeter lang beschrieben.

## Alter und Lebenserwartung
Angaben zum Durchschnitts- und Maximalalter freilebender Individuen sind unbekannt; in Gefangenschaft gibt es unter Blut- und Kurzschwanzpythons Individuen, welche schon über 27 Jahre alt geworden sind.

## Gefährdung
Borneo- und Sumatra-Kurzschwanzpythons als auch Blutpythons werden in ihrem Verbreitungsgebiet für die Lederindustrie stark ausgebeutet. Auf Sumatra und Borneo werden jährlich 70.000 bis 200.000 Blut- und Kurzschwanzpythons geschlachtet und exportiert. Welche Folgen die kommerzielle Ausbeutung und die Lebensraumveränderung durch den Menschen auf die Borneo-Kurzschwanzpython-Population haben, wurde bisher nicht untersucht.

## Systematik
Der Borneo-Kurzschwanzpython erhielt seinen wissenschaftlichen Namen Python breitensteini zu Ehren von Dr. Heinrich Breitenstein. Dieser war ein deutscher Regimentsarzt, welcher mit der niederländischen Armee in Niederländisch-Ostindien diente. Als er in Borneo stationiert war, machte er eine Sammlung von Borneos Amphibien- und Reptilienreichtum. Das Naturhistorische Museum Wien erwarb später diese Kollektion, die dann von Franz Steindachner untersucht wurde.
Schlegel beschrieb 1872 die Art Python curtus nach einem in Sumatra gefangenen Tier. 1880 wurde Python breitensteini von Steindachner als eigenständige Art bezeichnet und von Python curtus abgespalten. Mit der Neubeschreibung von Python curtus brongersmai im Jahre 1938, erteilte Stull diesen drei Pythons Unterartstatus. 2001 wurde allen drei Subspezies Artstatus zugesprochen.
Auf Grund von Körpergröße, Beschuppung, Farbe und geographischer Verbreitung unterscheiden sich der Blutpython (Python brongersmai), der Borneo-Kurzschwanzpython (Python breitensteini) und der Sumatra-Kurzschwanzpython (Python curtus) klar voneinander.
Anhand eines Teilstücks des mitochondrialen Cytochrom-b Gens wurde nachgewiesen, dass der Borneo-Kurzschwanzpython und der Sumatra-Kurzschwanzpython miteinander näher verwandt sind als mit dem Blutpython. Auf genetischer Ebene sind die Verwandtschaftsunterschiede des Blutpython zu den Kurzschwanzpythons annähernd so groß wie zum Netzpython. Phylogenetisch bildet der Blutpython somit die Schwestergruppe der beiden Kurzschwanzpythons.
Es wird vermutet, dass vor mehreren Millionen Jahren ein gemeinsamer Vorfahre das Festland Südostasiens und über Landbrücken Borneo bewohnt hat. Durch einen Meeresanstieg wurde der Genaustausch unterbunden und es entwickelte sich der Blutpython auf dem Festland und ein Vorfahre der beiden Kurzschwanzpythons auf Borneo. Letztere wanderten auch über Landbrücken nach West-Sumatra ein. Der übrige Teil Sumatras lag damals noch unter Wasser. Später versanken die Landbrücken, was die Population in Borneo-Kurzschwanzpythons und Sumatra-Kurzschwanzpythons spaltete. Als sich der Ostteil Sumatras nachträglich auch aus dem Meer erhob, ermöglichte es den auf dem Festland lebenden Blutpythons auf diese Insel zu immigrieren. Weil sich stets eine hohe zentrale Bergkette über die ganze Länge Sumatras erstreckte, war eine Ausbreitung des Blutpythons nach Osten und umgekehrt des Sumatra-Kurzschwanzpythons nach Westen nie möglich.
Blut- und Kurzschwanzpythons unterscheiden sich von allen anderen Pythons durch eine mit kleinen Schuppen bestückte Grube, welche von der Nasenhinterseite bis zum Auge läuft. Auch sind ihre Schwänze signifikant kürzer als bei anderen Pythons.